# Eiskunstlauf-Weltmeisterschaften 1925
Die 23. Eiskunstlauf-Weltmeisterschaften fanden für die Herren- und Paarkonkurrenz am 14. und 15. Februar 1925 in Wien (Österreich) und für die Damenkonkurrenz am 31. Januar und 1. Februar 1925 in Davos (Schweiz) statt.
Willy Böckl gewann seinen ersten von vier Weltmeistertiteln in Folge. Zum ersten Mal in der Geschichte von Eiskunstlauf-Weltmeisterschaften gewannen Athleten aus einem Land (Österreich) alle drei Konkurrenzen.

## Ergebnisse

### Herren
| Platz | Sportler         | Land             |
| ----- | ---------------- | ---------------- |
| 1     | Willy Böckl      | Österreich       |
| 2     | Fritz Kachler    | Österreich       |
| 3     | Otto Preissecker | Österreich       |
| 4     | Ernst Oppacher   | Österreich       |
| 5     | Josef Slíva      | Tschechoslowakei |
| 6     | Georges Gautschi | Schweiz          |
| 7     | Ludwig Wrede     | Österreich       |

Punktrichter waren:
- Max Bohatsch  Österreich
- Josef Fellner  Österreich
- Ernst Herz  Österreich
- Andor Szende  Ungarn
- Laszlo Szollás  Ungarn

### Damen
| Platz | Sportlerin       | Land                   |
| ----- | ---------------- | ---------------------- |
| 1     | Herma Szabó      | Österreich             |
| 2     | Ellen Brockhöft  | Deutsches Reich        |
| 3     | Elisabeth Böckel | Deutsches Reich        |
| 4     | Kathleen Shaw    | Vereinigtes Königreich |
| 5     | Ethel Muckelt    | Vereinigtes Königreich |

Punktrichter waren:
- Fritz Kachler  Österreich
- Josef Fellner  Österreich
- Fritz Hellmund  Deutsches Reich
- G. Künzli  Schweiz
- Andor Szende  Ungarn

### Paare
| Platz | Sportler                             | Land             |
| ----- | ------------------------------------ | ---------------- |
| 1     | Herma Szabó / Ludwig Wrede           | Österreich       |
| 2     | Andrée Joly / Pierre Brunet          | Frankreich       |
| 3     | Lilly Scholz / Otto Kaiser           | Österreich       |
| 4     | Gisela Hochhaltinger / Georg Pamperl | Österreich       |
| 5     | Else Hoppe / Oscar Hoppe             | Tschechoslowakei |

Punktrichter waren:
- Ernst Herz  Österreich
- Andor Szende  Ungarn
- Otto Bohatsch  Österreich
- Laszlo Szollás  Ungarn
- Eugen Minich  Ungarn

## Medaillenspiegel
| Platz | Land            | Gold | Silber | Bronze | Gesamt |
| ----- | --------------- | ---- | ------ | ------ | ------ |
| 1     | Österreich      | 3    | 1      | 2      | 6      |
| 2     | Deutsches Reich | –    | 1      | 1      | 2      |
| 3     | Frankreich      | –    | 1      | –      | 1      |